# Löpanka

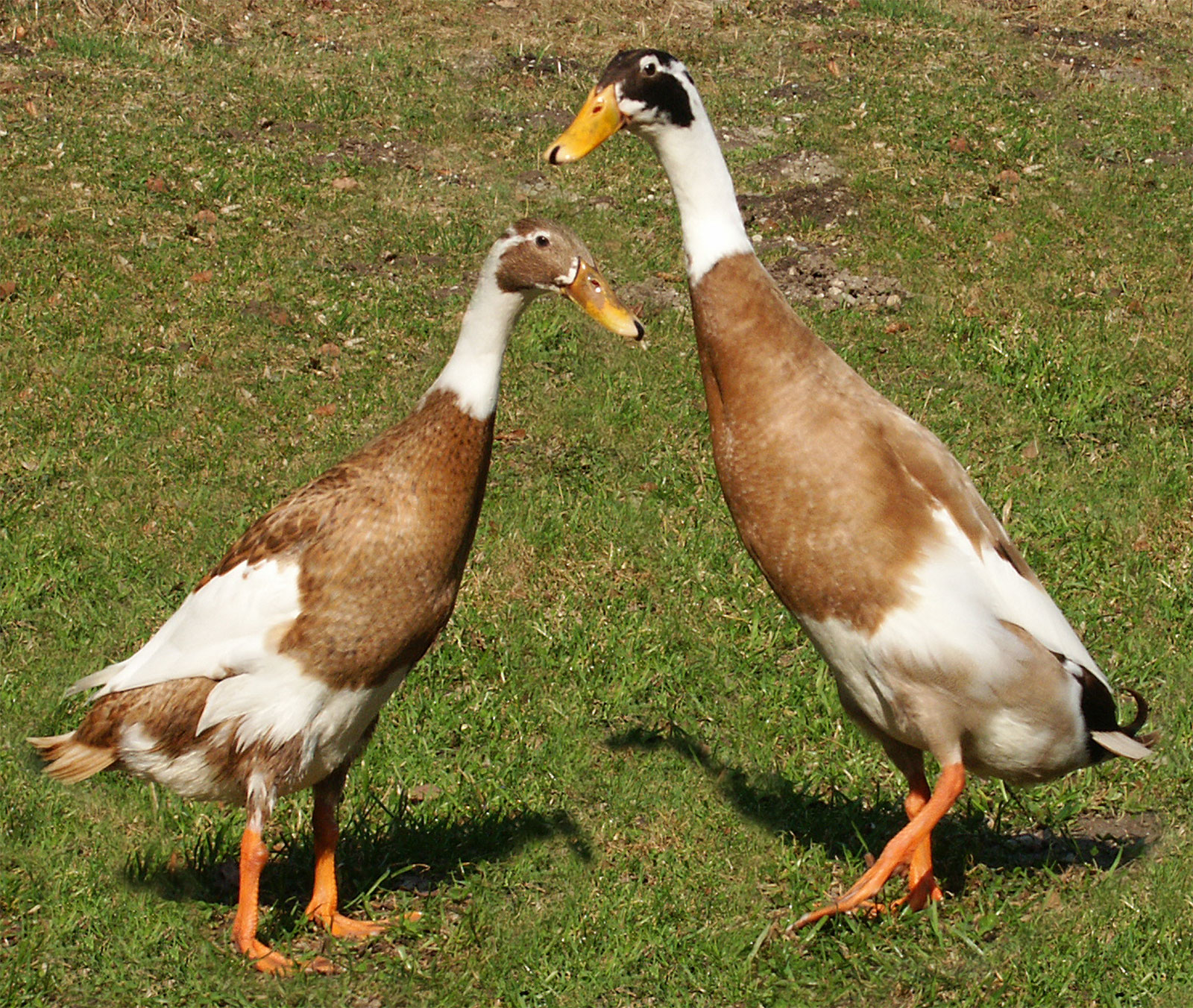
Löpankor.

Löpanka, även kallad löpand, indisk löpand, indisk löpanka eller indisk löpare, är en ras av anka, det vill säga en domesticerad and. Den har en mycket upprätt kroppsställning och istället för att vagga fram så tenderar den att springa. Löpankan är vit, brun eller spräcklig och är en ganska liten anka med en kroppsvikt på cirka 2 kilo. Löpankan härstammar från Ostindien och importerades till Europa vid mitten av 1800-talet. Löpankan hålls främst för äggproduktion och kan ha en årsproduktion av upp till 150 ägg.